# Прапор острова Пасхи
Прапор Рапа Нуї (рап. Te Reva Reimiro) є білим полотнищем, на якому зображена традиційна нагрудна прикраса реїміро (рап. reimiro) червоного кольору у вигляді місяця з трьома поглибленнями. На кінцях — дві людські особи з очима, спрямованими в небо. Реїміро символізує родинні зв'язки та авторитет.
Так само вважається, що червоне зображення також символізує човен. Крім того, місяць з реїміро віддалено нагадує контури самого острова.
Був прийнятий 2 травня 2006 року.